# 科爾多瓦 (玻利瓦爾省)

科爾多瓦（西班牙語：Córdoba），是哥倫比亞的城鎮，位於該國北部玻利瓦爾省，面積150平方公里，海拔高度22米，始建於1908年，人口13,113，人口密度每平方公里22.38人。
9°35′12″N 74°49′38″W / 9.58667°N 74.82722°W